# 牧山站
牧山站（日语：／ Makiyama eki */?）是位於岡山縣岡山市北區下牧，西日本旅客鐵道（JR西日本）的津山線車站。

## 歷史
- 1912年（大正元年）10月10日 - 中國鐵道（日语：中鉄バス）本線野野口站至玉柏站之間開設此停留場。
  - 當時車站地址是岡山縣御津郡牧山村下牧。
- 1944年（昭和19年）6月1日 - 中國鐵道的鐵路部門被國有化，成為國有鐵道津山線車站。同時升級至車站。
- 1953年（昭和28年）4月1日 - 隨著御津町（日语：御津）成立，車站地址變為岡山縣御津郡御津町下牧。
- 1954年（昭和29年）4月1日 - 部分御津町編入至岡山市，車站地址變為岡山縣岡山市下牧。
- 1971年（昭和46年）11月15日 - 成為無人車站。
- 1987年（昭和62年）4月1日 - 伴隨國鐵分割民營化，車站由西日本旅客鐵道（JR西日本）營運。
- 2009年（平成21年）4月1日 - 隨著岡山市成為政令指定都市，車站地址變為岡山縣岡山市北區下牧。

## 車站構造
車站是一座地面車站，設有2面2線的相對式月台，可進行列車交會。車站位於懸崖，因此月台寬度較狹窄。兩月台之間設有跨線橋連接。通常列車會使用靠近車站大樓一方的2號月台，而大樓對面的月台是1號月台。1號月台為上下行副本線，2號月台為上下行本線和使用了一線通過結構。在不會列車交會時，上下行普通列車會使用2號月台。
此站是由岡山站管理的無人車站。車站大樓內設有候車室。

### 月台
| 月台 | 路線   | 上下行 | 方向           |
| ---- | ------ | ------ | -------------- |
| 1、2 | 津山線 | 上行   | 福渡、津山方向 |
| 1、2 | 津山線 | 下行   | 岡山方向       |

- 所有通過列車和不需要進行列車交會的停站列車，均使用2號月台。
- 當進行列車交會時，津山方向的上行列車會使用1號月台，岡山方向的下行列車使用2號月台。

## 使用狀況
以下為近年1日平均乘車人次列表：
| 乘車人次變化 | 乘車人次變化    |
| 年度         | 1日平均乘車人次 |
| ------------ | --------------- |
| 1999         | 97              |
| 2000         | 89              |
| 2001         | 91              |
| 2002         | 79              |
| 2003         | 70              |
| 2004         | 64              |
| 2005         | 60              |
| 2006         | 53              |
| 2007         | 59              |
| 2008         | 58              |
| 2009         | 55              |
| 2010         | 49              |
| 2011         | 51              |
| 2012         | 49              |
| 2013         | 42              |
| 2014         | 41              |
| 2015         | 35              |
| 2016         | 35              |
| 2017         | 34              |
| 2018         | 27              |

## 車站周邊
- 牧山簡易郵局
- Laport牧山（在2004年（平成16年）岡山市立牧石小學（日语：岡山市立牧石小学校）牧山分校停校後使用該校舍）
- 岡山縣道218號玉柏野野口線（日语：岡山県道218号玉柏野々口線）

## 相鄰車站
西日本旅客鐵道（JR西日本）
 津山線
■快速「壽」
通過
■普通
野野口－牧山－玉柏

## 注腳
1. ↑  岡山縣統計年報

## 外部連結
- 牧山｜車站資訊：JR出門網 - 西日本旅客鐵道（日語）